# Dichromodes dentigeraria
Dichromodes dentigeraria là một loài bướm đêm trong họ Geometridae.